# Корчит
Корчит —  упразднённый населённый пункт Мысковского района Кемеровской области России. В 1956 году включен в состав города Мыски. До упразднения входила в состав Тетензинского сельсовета.

## География
Находится на левом бергу реки Томь и правом берегу её притока Мрассу, при  автодороге 32К-2.

## История
Указом Президиума ВС РСФСР от 8 мая 1956 года рабочий посёлок Мыски преобразован в город областного подчинения с включением в его черту населённых пунктов: Тетенза, Малая Тетенза, Аколь, Корчит, Усть-Мраса, посёлок кирпичного завода, Притомский Тетензинского сельсовета, п. Курья Чувашинского сельсовета. Одновременно были упразднёны Тетензинский сельсовет и Мысковский район с включением в Кузнецкий район.

## Транспорт
Автобусное сообщение. 